# Radó Polikárp
Radó Polikárp O.S.B., születési nevén Radó János (Sopron, 1899. március 1. – Pannonhalma, 1974. november 21.) római katolikus pap, bencés szerzetes, teológiai doktor, könyvtörténész, egyetemi tanár.

## Élete
Teológiai tanulmányait Innsbruckban végezte, ezt követően 1922-ben pappá szentelték. További tanulmányokat folytatott a római Institutum Biblicumban tanult 1922-től 1924-ig, utóbbi évben szerezte doktorátusát. 
1924 és 1933 között a Pannonhalmi Hittudományi Főiskolán tanított szentírástudományt. 1933 és 1935 között plébánosként szolgált Ménfőcsanakon. 1935 és 1937 között hitoktató volt a a győri bencés gimnáziumban, majd 1937-től 1945-ig a budapesti bencés gimnáziumban. Még 1944-ben a Budapesti Egyetemen képesítést nyert a magyar liturgiatörténet magántanári oktatására. 
1945-től intézeti, 1950-től egészen 1971-ig az egyeteme teológiai karának jogutódaként létrejött Hittudományi Akadémia II. számú dogmatikai tanszéken egyetemi tanárként működött. 1971-ben, 72 éves korában fejezte be oktatói tevékenységét. 3 évvel később, 1974-ben hunyt el Pannonhalmán. 75 éves volt.

## Művei
Több folyóiratot, így 1939 és 1944 között a Katholikus Szemlét, 1967 és 1973 között a Teológiát szerkesztette, ugyanakkor a Vigilia és az Új Ember munkatársa is volt. 1933-ban Kühár Flórissal közösen készítette a Liturgikus Lexikont, de ő volt a szerkesztője az 1944-es Az egyházatyák szentbeszédeiből című sorozat 1-6. kötetének (I., II., III.), valamint az ugyancsak az 1940-es években kiadott Keresztény remekírók sorozat 10–15. kötetének. Elsősorban liturgiatörténeti kutatásokat folytatott, és több tanulmányát a Magyar Könyvszemle adta ki. Nyomtatásban a következő önálló művei jelentek meg:
- A kereszténység szent könyvei:
  - I. Ószövetség. Budapest, 1928. (Szent István könyvek 59-60.)
  - II. Újszövetség. Budapest, 1929. (Szent István könyvek 64-65.)
- Az ószövetségi kinyilatkoztatás története Hittankönyv a gimnázium 2. osztálya számára. Rajeczky Benjaminnal. Budapest, 1930.
- Kis misekönyv a hívek használatára. Kühár Flórissal. Budapest, 1932.
- Liturgikus lexikon Archiválva 2018. június 22-i dátummal a Wayback Machine-ben. Kühár Flórissal. Komárom, 1933.
- A maradék megtér. Kurzweil (Karsai) Gézával. Pannonhalma, 1933. (A Pannonhalmi Szemle könyvtára 7.)
- A katolikus liturgia Hittankönyv a gimnázioum 4. osztálya számára Rajeczky Benjaminnal. Budapest, 1936.
- Az Ószövetség története a Szentírás alapján. Budapest, 1937.
- Az Úr születésének évszaka Archiválva 2018. december 9-i dátummal a Wayback Machine-ben. Budapest, 1939. (Szent István Akadémia Hittudományi-bölcsészeti osztály értekezései III. 4.)
- Hazánk legrégibb liturgia könyve, a Szelepcsényi-kódex. Budapest, 1939.
- A Biblia története a magyar nép számára. Varga Ottóval. Budapest, 1940.
- Index codicum manuscriptorum liturgicorum Regni Hungariae. Budapest, 1941. (OSZK kiadványai 14.)
- Esztergomi könyvtárak liturgikus kéziratai. Pannonhalma, 1941.
- Opus Dei. (Imádságai) Pannonhalma, 1942.
- Adalékok a magyar liturgiatörténet bibliográfiájához. Pannonhalma, 1942.
- Az Egyház szentjei. Szerk. Kühár Flórissal és Szunyogh Xavér Ferenccel. Budapest, 1943.
- Nyomtatott liturgikus könyveink kézírásos bejegyzései. Budapest, 1944. (OSZK kiadványai 19.)
- A vértanúság emlékei Archiválva 2018. december 9-i dátummal a Wayback Machine-ben. Budapest, 1944. (Keresztény remekírók 2.)
- Repertoire hymnologique des manuscrits liturgiques dans les bibliotheques publiques de Hongrie. Budapest, 1945.
- Tiszazúgi történet. Budapest, 1945.
- Libri liturgici manuscripti bibliothecarum Hungariae. Tom. I. Libri liturgici ad missam pertinentes. Budapest, 1947.
- Az anyaszentegyház istentisztelete. Hittankönyv. Rajeczky Benjaminnal. Budapest, 1947.
- Mittelalterliche liturgische Handschriften deutscher, italienischer u. französischer Herkunft in den Bibliotheken Südost-Europas. Miscellania liturgica in honorem C. L. Mohlberg. 2 kötet. Róma, 1949.
- Ahogy őseink imádkoztak a budavári Nagyboldogasszony Főtemplomban. Budapest, 1949.
- Töviskoszorú. A nagyböjt és nagyhét magyarázata a magyar nép számára. Veszprém, 1949.
- Árpádházi Szent Erzsébet. Sík Sándorral és Meszlényi Antallal. Budapest, 1957.
- Biblikus jegyzetek az újszövetségi Szentírás 1. kötetéhez. 2 kötet. Budapest, 1955–1957
- Nándorfehérvár. Oratórium szövegkönyv. Megzenésítette: Tamás G. A. OFM. 1956. Hanglemezen is.
- Az egyházi év Archiválva 2018. december 9-i dátummal a Wayback Machine-ben. Budapest, 1957.
- Van Isten!, Budapest, 1957
- Van másvilág!, Budapest, 1957
- Melodiarium Hungariae Medii Aevi I. Hymni et Sequentiae. Összeáll. Rajeczky Benjamin. XI-LII: Forrásszövegek ismertetése. Budapest, 1957.
- Enchiridion Liturgicum Conplectens Theologiae sacramentalis et dogmata et leges. 1-2. köt. Róma, 1961; 1966.
- Libri liturgici manuscripti bibliothecarum Hungariae et limitropharum regionum. Mezey László gondozásában. Budapest, 1973.
- A megújuló istentisztelet Archiválva 2018. december 9-i dátummal a Wayback Machine-ben. Budapest, 1975.
- Régi és új a liturgia világából Archiválva 2018. december 9-i dátummal a Wayback Machine-ben, Budapest, 1975.